# American Idiot
American Idiot (englisch für „Amerikanischer Idiot“) ist das siebte Studioalbum der US-amerikanischen Punkrock-Band Green Day. Es erschien am 17. September 2004 bei Reprise Records. Nachdem die Band das letzte Album Warning allein produziert hatte, setzte sie bei American Idiot wieder auf die Unterstützung ihres langjährigen Produzenten Rob Cavallo.
American Idiot erreichte international hohe Chartpositionen. Darüber hinaus wurde es im selben Jahr mit einem Grammy als „Bestes Rockalbum“ ausgezeichnet.

## Entstehung

### Cigarettes and Valentines
Nach einer längeren Pause kehrten Green Day im Frühjahr 2003 ins Studio zurück, um einen Nachfolger zum 2000 erschienenen Warning aufzunehmen. Erneut unterstützt vom Produzenten Rob Cavallo entstanden 20 nach den Ausflügen in Folk und Alternative Rock wieder deutlich härter und punkiger klingende Songs. Als die Aufnahmen zum Cigarettes and Valentines getauften Album schon fast abgeschlossen waren, verschwanden jedoch die Master Tapes aus dem Studio. Die Band stand vor der Frage, ob sie die Songs noch einmal aufnehmen oder ganz von vorn beginnen sollte. Sie kam zu dem Entschluss, dass Cigarettes and Valentines nicht „Maximum Green Day“ war. Auch Produzent Cavallo hielt die Aufnahmen für „bestenfalls mittelmäßig“. Green Day starteten also mit der Arbeit an komplett neuen Songs. Billie Joe Armstrong bezeichnete den Vorfall später als „letztlich doch ein Segen“.
Nach Angaben der Band wurden die Tapes gestohlen, jedoch gibt es Zweifel an dieser Version. Die Band The Network, die unter anderem aus den Green-Day-Musikern besteht, veröffentlichte im September 2003 das Album Money Money 2020 bei Armstrongs und Jason Whites Label Adeline Records. Aufgrund der zeitlichen Nähe und auch der stilistischen Ausrichtung kamen schnell Gerüchte auf, das Album basiere zumindest in Teilen auf Cigarettes and Valentines.
Bei ihrem Konzert im Amphitheatre von Greenwood Village (Colorado) am 28. August 2010 spielten Green Day den mutmaßlichen Titelsong des Albums, Cigarettes and Valentines, erstmals live. Schließlich wurden Mitschnitte des Songs in Phoenix und Saitama auf dem Livealbum Awesome as Fuck (2011) veröffentlicht.
Erst 2013 bestätigte die Band, dass Rohaufnahmen der damaligen Tapes als Backup gesichert werden konnten. Diese seien jedoch bis heute unter Verschluss. Gleichzeitig wurde jedoch ebenfalls bekannt gegeben, dass der Song Youngblood – erschienen auf Revolution Radio – in einer sehr frühen Fassung für Cigarettes and Valentines geschrieben wurde.

### American Idiot
Als erster Song nach dem Neustart entstand American Idiot. In diesem Lied kritisiert Armstrong die US-amerikanische Politik unter dem damaligen Präsidenten George W. Bush sowie den Einfluss der Medien und legt so den Grundstein für die stark politische Ausrichtung des Albums.
Bald darauf war Mike Dirnt allein im Studio und schrieb unter diesem Eindruck ein halbminütiges Stück (später Nobody Likes You). Armstrong und Cool gefiel diese Idee gut und sie schrieben selbst kurze Songs (East 12th St. und Rock and Roll Girlfriend). Aus diesen verschiedenen Melodien entwickelte sich schließlich das über neun Minuten lange Homecoming. Inspiriert durch diese Vorgehensweise schrieb Armstrong gleich darauf den zweiten aus mehreren Fragmenten zusammengesetzten Song, Jesus of Suburbia. In der Band reifte der Gedanke, das Album als ein Konzeptalbum anzulegen, das eine zusammenhängende Geschichte rund um einen Hauptcharakter erzählt.

## Titelliste
1. American Idiot (Green Day/Billie Joe Armstrong) – 2:55
2. Jesus of Suburbia (Green Day/Billie Joe Armstrong) – 9:08
  1. Jesus of Suburbia (Green Day/Billie Joe Armstrong)
  2. City of the Damned (Green Day/Billie Joe Armstrong)
  3. I Don’t Care (Green Day/Billie Joe Armstrong)
  4. Dearly Beloved (Green Day/Billie Joe Armstrong)
  5. Tales of Another Broken Home (Green Day/Billie Joe Armstrong)
3. Holiday (Green Day/Billie Joe Armstrong) – 3:53
4. Boulevard of Broken Dreams (Green Day/Billie Joe Armstrong) – 4:21
5. Are We the Waiting (Green Day/Billie Joe Armstrong) – 2:44
6. St. Jimmy (Green Day/Billie Joe Armstrong) – 2:56
7. Give Me Novacaine (Green Day/Billie Joe Armstrong) – 3:26
8. She’s a Rebel (Green Day/Billie Joe Armstrong) – 2:01
9. Extraordinary Girl (Green Day/Billie Joe Armstrong) – 3:35
10. Letterbomb (Green Day/Billie Joe Armstrong) – 4:07
11. Wake Me Up When September Ends (Green Day/Billie Joe Armstrong) – 4:46
12. Homecoming (Green Day/Billie Joe Armstrong, Mike Dirnt, Tré Cool) – 9:18
  1. The Death of St. Jimmy (Green Day/Billie Joe Armstrong)
  2. East 12th St. (Green Day/Billie Joe Armstrong)
  3. Nobody Likes You (Green Day/Mike Dirnt)
  4. Rock and Roll Girlfriend (Green Day/Tré Cool)
  5. We’re Coming Home Again (Green Day/Billie Joe Armstrong)
13. Whatsername (Green Day/Billie Joe Armstrong) – 4:12

## Konzept
American Idiot ist eine Rockoper im Stile Quadrophenias von The Who. Die Band selbst bezeichnet das Album als „punk rock opera“. Es erzählt die Geschichte von Jimmy, einem jungen US-Amerikaner, der bei seiner Mutter und seinem Stiefvater in einer Vorstadt namens „Jingletown“ lebt und sich selbst „Jesus of Suburbia“ nennt. Er vertreibt sich die Zeit mit Fernsehen und Drogen und fühlt sich in dem kleinbürgerlichen „Redneck“-Umfeld gefangen. Am Ende des zweiten Songs, Jesus of Suburbia, beschließt er, der Perspektivlosigkeit zu entfliehen und zieht in die Stadt. Im Song Holiday übt er scharfe Kritik an der „War on Terror“-Politik der Bush-Regierung und deren Umgang mit Kritikern.
In der Stadt angekommen lebt Jesus of Suburbia allein auf der Straße. Er entwickelt in einer Art dissoziativer Identitätsstörung ein Alter Ego namens „St. Jimmy“. St. Jimmy ist ein rebellischer Punk – entsprechend wird das Album nach zwei ruhigeren Songs deutlich härter und aggressiver. Er treibt Jesus of Suburbia dazu, sein Leben mit einem Schmerzmittel erträglicher zu machen („Novacaine“ ist ein Handelsname des Lokalanästhetikums Procain).
Jesus of Suburbia begegnet auf der Straße einem Mädchen, an dessen Gesicht er sich erinnern kann, an dessen Namen er sich aber nicht erinnern kann (oder will, wenn man das Booklet beachtet), weshalb er sie Whatsername nennt. Im Song She’s a Rebel findet sich der Bezug zum Albumcover: „And she’s holding on my heart like a hand grenade“ („Und sie hält mein Herz fest wie eine Handgranate“).
Jesus of Suburbia und Whatsername verlieben sich ineinander, doch die Beziehung ist nur von kurzer Dauer. In Letterbomb schreibt sie ihm einen Abschiedsbrief, in dem sie ihn verspottet („Nobody likes you, everyone left you…“, „Keiner mag dich, alle haben dich verlassen…“) und ihm vorhält, nicht der Jesus der Vorstadt zu sein, für den er sich hält, sondern nur ein weiterer Vertreter des „Idiot America“, das er selbst so kritisiert.
Jesus of Suburbia lebt wieder für sich allein auf der Straße. In Death of St. Jimmy, dem ersten Teil des Songs Homecoming, begeht St. Jimmy Selbstmord – Jesus of Suburbia löst sich von seinem Alter Ego. Er versinkt in Tagträume, erinnert sich an die Verspottungen von Whatsername („Nobody likes you …“) und beschließt, wieder nach Hause zurückzukehren.
Im letzten Song des Albums, Whatsername, fragt er sich, was aus seiner alten Liebe geworden ist, und kommt schließlich zu dem Entschluss, sie zu vergessen.

## Singles

### American Idiot
Als erste Single wurde im September 2004 der Titelsong des Albums, American Idiot, veröffentlicht. Er erreichte als erste Green-Day-Single eine Platzierung in den US-amerikanischen „Billboard Hot 100“.
Das Musikvideo wurde – wie alle Videos des Albums – von Samuel Bayer gedreht, der u. a. mit dem Video zu Nirvanas Smells Like Teen Spirit bekannt wurde. Es zeigt die Band in einem TV-Studio vor einem grün-weißen Sternenbanner.

### Boulevard of Broken Dreams
Boulevard of Broken Dreams ist die bis heute erfolgreichste Single der Band. Erschienen im November 2004, erreichte sie Platz zwei der US-amerikanischen Singlecharts und wurde mit einem Grammy als „Beste Single des Jahres“ ausgezeichnet.
Das zugehörige Musikvideo gewann insgesamt sechs MTV Video Music Awards: „Video of the Year“, „Best Group Video“, „Best Rock Video“, „Best Direction“, „Best Editing“ und „Best Cinematography“.

### Holiday
Die dritte Single, Holiday, erschien im März 2005. Dass der Song im Albumkonzept vor Boulevard of Broken Dreams spielt, wurde in den Musikvideos berücksichtigt – Boulevard of Broken Dreams fängt dort an, wo Holiday endet.
Auf der DVD Bullet in a Bible wird Holiday von Armstrong mit den Worten „This song is not anti-American, it’s anti-war!“ angekündigt.

### Wake Me Up When September Ends
Im Song Wake Me Up When September Ends verarbeitet Armstrong den Tod seines Vaters im September 1982. Die Single erschien im Juni 2005 und brachte Green Day die zweite Top-10-Platzierung in den US-amerikanischen Charts.
Das Musikvideo, das im März 2004 in Los Angeles gedreht wurde, existiert in zwei Versionen, einer etwas längeren mit gesprochenen Dialogen, wofür die Musik unterbrochen wird, und einer gekürzten ohne. Das längere Video wurde in Deutschland teilweise mit deutschen Untertiteln während der Dialoge gezeigt. Im Video spielen die Schauspieler Evan Rachel Wood und Jamie Bell.

### Jesus of Suburbia
Als fünfte und letzte Single des Albums wurde im Oktober 2005 Jesus of Suburbia veröffentlicht. Da man die Albumversion des Songs mit über 9 Minuten Laufzeit als zu lang für das Radio empfand, wurde ein auf rund sechseinhalb Minuten gekürzter Radio Edit erstellt. Auf den Singles war jedoch die lange Albumversion enthalten.
Entsprechend existieren auch zwei Versionen des Musikvideos von Jesus of Suburbia, eine zwölfminütige Fassung mit Dialogen und ein zum Radio Edit passender Director’s Cut. Das Video zeigt Lou Taylor Pucci als St. Jimmy und Kelli Garner als seine Freundin Whatsername.

## Kritik und Auszeichnungen
American Idiot wurde von den Kritikern überwiegend wohlwollend aufgenommen. Beim US-amerikanischen Dienst Metacritic liegt der Metascore nach 26 Kritiken bei 79 von 100 Punkten.
Alexander Cordas von Laut.de vergab vier von fünf Sternen und schrieb:

„Neben dem Mut zu einem Konzeptalbum und der musikalischen Vielseitigkeit fällt die wieder gewonnene Songwriter-Stärke auf. So viele Singalongs und Tanzbodenbrecher wie auf "American Idiot" hatten Green Day selbst zu "Dookie"-Zeiten nicht im Programm.“

Armin Linder von Plattentests.de gab dem Album acht von zehn Punkten:

„Man muß sich mit "American idiot" beschäftigen. Nicht nur, um es zu verstehen. Sondern, weil es ein dickes Ausrufezeichen bedeutet, inhaltlich sowieso, aber erst recht musikalisch. Deshalb sind Green Day noch lange nicht die The Who des Punkrock. Aber die Besten unter den Guten. […] Dieses "American idiot" ist purer Zündstoff, weil es sich den Holzhammer erspart und nachhaltig wirkt.“

Rolling Stone meint, American Idiot sei ein Durcheinander, wobei die individuellen Songs robust und ausdrucksstark genug seien, für sich allein zu funktionieren. Das Album erhielt viereinhalb von fünf Sternen:

“American Idiot could have been a mess; in fact, it is a mess. […] But the individual tunes are tough and punchy enough to work on their own.”

American Idiot erhielt einen Grammy als „Bestes Rockalbum“. Außerdem wurde das Album bei den MTV Europe Music Awards als „Bestes Album“ sowie bei den American Music Awards als „Favorite Album“ ausgezeichnet.

## Kommerzieller Erfolg

### Chartplatzierungen
| ChartsChartplatzierungen       | Höchstplatzierung | Wochen |
| ------------------------------ | ----------------- | ------ |
| Deutschland (GfK)              | 3 (77 Wo.)        | 77     |
| Österreich (Ö3)                | 1 (101 Wo.)       | 101    |
| Schweiz (IFPI)                 | 1 (79 Wo.)        | 79     |
| Vereinigte Staaten (Billboard) | 1 (145 Wo.)       | 145    |
| Vereinigtes Königreich (OCC)   | 1 (128 Wo.)       | 128    |

| ChartsJahrescharts (2004)      | Platzierung |
| ------------------------------ | ----------- |
| Deutschland (GfK)              | 91          |
| Österreich (Ö3)                | 58          |
| Schweiz (IFPI)                 | 52          |
| Vereinigte Staaten (Billboard) | 86          |
| Vereinigtes Königreich (OCC)   | 18          |

| ChartsJahrescharts (2005)      | Platzierung |
| ------------------------------ | ----------- |
| Deutschland (GfK)              | 3           |
| Österreich (Ö3)                | 1           |
| Schweiz (IFPI)                 | 3           |
| Vereinigte Staaten (Billboard) | 3           |
| Vereinigtes Königreich (OCC)   | 16          |

| ChartsJahrescharts (2006)    | Platzierung |
| ---------------------------- | ----------- |
| Österreich (Ö3)              | 44          |
| Vereinigtes Königreich (OCC) | 79          |

### Auszeichnungen für Musikverkäufe
| Land/Region                  | Auszeichnungen für Musikverkäufe (Land/Region, Auszeichnung, Verkäufe) | Verkäufe    |
| ---------------------------- | ---------------------------------------------------------------------- | ----------- |
| Argentinien (CAPIF)          | 2× Platin                                                              | 80.000      |
| Australien (ARIA)            | 6× Platin                                                              | 420.000     |
| Belgien (BRMA)               | Platin                                                                 | 50.000      |
| Brasilien (PMB)              | Gold                                                                   | 50.000      |
| Dänemark (IFPI)              | 5× Platin                                                              | 100.000     |
| Deutschland (BVMI)           | 4× Platin                                                              | 800.000     |
| Europa (IFPI)                | 4× Platin                                                              | (4.000.000) |
| Finnland (IFPI)              | Gold                                                                   | 23.113      |
| Frankreich (SNEP)            | Platin                                                                 | 300.000     |
| Griechenland (IFPI)          | Platin                                                                 | 20.000      |
| Irland (IRMA)                | 8× Platin                                                              | 120.000     |
| Italien (FIMI)               | 2× Platin                                                              | 100.000     |
| Japan (RIAJ)                 | 2× Platin                                                              | 500.000     |
| Kanada (MC)                  | Diamant                                                                | 1.000.000   |
| Mexiko (AMPROFON)            | Platin                                                                 | 100.000     |
| Neuseeland (RMNZ)            | 6× Platin                                                              | 90.000      |
| Niederlande (NVPI)           | Gold                                                                   | 40.000      |
| Österreich (IFPI)            | 2× Platin                                                              | 60.000      |
| Portugal (AFP)               | Gold                                                                   | 10.000      |
| Schweden (IFPI)              | Platin                                                                 | 60.000      |
| Schweiz (IFPI)               | 2× Platin                                                              | 80.000      |
| Spanien (Promusicae)         | Gold                                                                   | 50.000      |
| Ungarn (MAHASZ)              | Gold                                                                   | 10.000      |
| Vereinigte Staaten (RIAA)    | 6× Platin                                                              | 6.000.000   |
| Vereinigtes Königreich (BPI) | 8× Platin                                                              | 2.400.000   |
| Insgesamt                    | 6× Gold · 62× Platin · 1× Diamant ·                                    | 12.363.113  |

Hauptartikel: Green Day/Auszeichnungen für Musikverkäufe

## Trivia
- Das am 11. November 2005 erschienene Live-Album Bullet in a Bible entstand während der 2005er Tour zu American Idiot und enthält Live-Versionen diverser Songs des Albums.
- Kurz nach der Veröffentlichung des Albums gab es bereits Spekulationen über eine mögliche Filmadaption des Stoffes. Am 4. September 2009 wurde das Musical American Idiot uraufgeführt.[28]
- Whatsernames Stimme, die zu Anfang von Letterbomb kurz zu hören ist, wie sie Jesus of Suburbia verspottet („Nobody likes you…“) gehört der Ex-Bikini-Kill-Frontfrau Kathleen Hanna, die auch als Mitglied der Band Le Tigre, sowie als Riot-Grrrl-Aktivistin bekannt ist.
- Jesus of Suburbias Heimatort Jingletown ist ein tatsächlich existierender Vorort im östlichen Teil von Oakland (Kalifornien), der Heimatstadt der Band. Dort wurden auch einige Teile des Albums aufgenommen. Seinen Spitznamen erhielt der Ort durch die portugiesischen Arbeiter der benachbarten Konservenfabrik, die früher, nachdem sie ihren Arbeitslohn erhalten hatten, auf dem Heimweg fröhlich mit dem Geld in ihren Taschen klimperten (engl. „to jingle“). Die heutige Bevölkerung von Jingletown besteht vorwiegend aus Lateinamerikanern. Vermutlich ist das Jingletown aus American Idiot jedoch nicht völlig mit dem realen identisch, sondern leitet sich auch als Wortspiel von dem Begriff Jingle ab, um die vorgespielte Idylle des Vororts zu symbolisieren.
- Die Bastard-Pop-Interpreten DJ Party Ben und team9 veröffentlichten unter dem Pseudonym Dean Gray das Mash-up-Album American Edit, welches auf American Idiot aufgebaut ist.
- Universal Studios und Playtone, die Produktionsfirma von Tom Hanks, arbeiten derzeit an einer Filmumsetzung des Musicals.[29][30]
- Als Reaktion auf die Wahl Donald Trumps zum 45. Präsidenten der Vereinigten Staaten am 8. November 2016 sendete der Musiksender VIVA eine Stunde lang das Musikvideo zu American Idiot in Dauerschleife.[31]
- In der Filmkomödie Peter Hase 2 – Ein Hase macht sich vom Acker des Regisseurs Will Gluck von 2021 erklingt der Song Boulevard of Broken Dreams, wenn der Protagonist, ein sprechender Hase namens Peter Hase, melancholisch durch eine Stadt spaziert.